# Catalogo di Gum

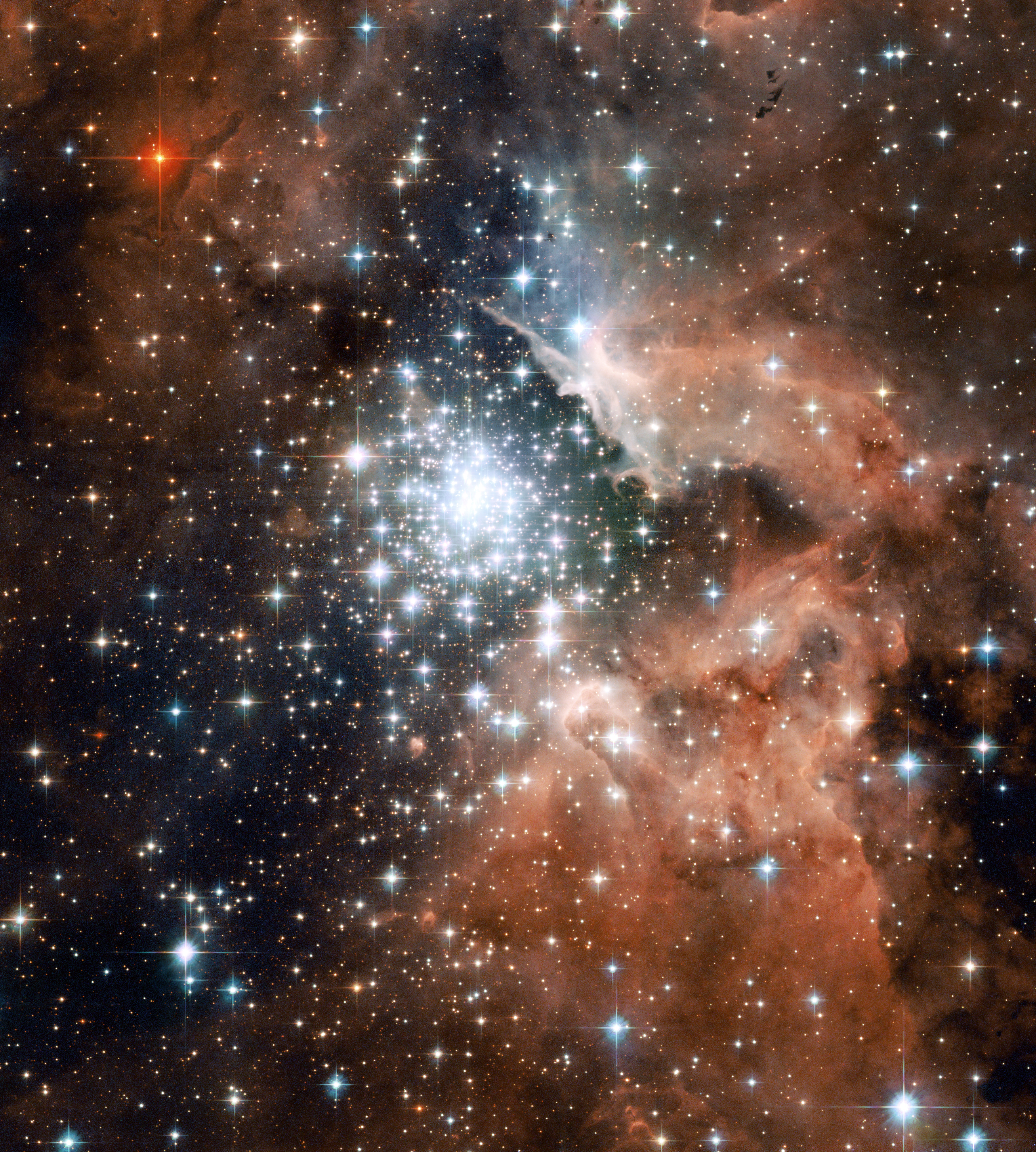
NGC 3603 (Gum 38b), una regione H II nella costellazione della Carena.

Il Catalogo di Gum è un catalogo astronomico di nebulose diffuse dell'emisfero australe compilato dall'astronomo australiano Colin Stanley Gum; fu pubblicato nel 1955 a corredo del suo studio sulla distribuzione delle regioni H II nell'emisfero australe. Conta 85 nebulose, molte delle quali già note, altre scoperte dallo stesso Gum nel corso delle sue ricerche; fu poi notevolmente esteso con la pubblicazione, nel 1960 del Catalogo RCW. Un catalogo completo per le nebulose dell'emisfero boreale è invece il Catalogo Sharpless.

## Oggetti
Sotto sono riportati alcuni oggetti rappresentativi.
- Gum 1
- Gum 2 (la Nebulosa Gabbiano)
- Gum 3
- Gum 4 (l'Elmetto di Thor)
- Gum 8 (intorno a NGC 2362)
- Gum 9
- Gum 11
- Gum 12 (la Nebulosa di Gum, estesa fra Vele e Poppa)
- Gum 15 (all'interno di Cr 197)
- Gum 16 (la Nebulosa delle Vele)
- Gum 17 (associata all'ammasso aperto Tr 10)
- Gum 20
- Gum 23
- Gum 25
- Gum 27
- Gum 28
- Gum 30
- Gum 31
- Gum 33 (la Nebulosa della Carena)
- Gum 37 (associato con l'ammasso aperto NGC 3572)
- Gum 38a (associata a NGC 3576)
- Gum 38b (associata a NGC 3603)
- Gum 39
- Gum 42 (IC 2944)
- Gum 47 (NGC 5189)
- Gum 53 (NGC 6188)
- Gum 56 (IC 4628)
- Gum 60 (NGC 6302, la Nebulosa Farfalla)
- Gum 61 (NGC 6334)
- Gum 72 (la Nebulosa Laguna)
- Gum 76 (la Nebulosa Trifida)
- Gum 81 (la Nebulosa Omega)
- Gum 83 (la Nebulosa Aquila)